# Arthur Child
Pour les articles homonymes, voir Child.
Temple de la renommée britannique : 1993
Arthur John Child (né le 15 septembre 1915 à East Ham, Londres, mort le 30 juin 1996 à Dundas (Ontario)) est un joueur britannique de hockey sur glace puis un homme politique canadien.

## Carrière sportive
Arthur Child est le fils d'Alfred Child. Sa famille s'installe au Canada en 1919. Il commence à apprendre le hockey d'abord en tant qu'attaquant puis devient gardien de l'équipe junior des West Toronto Nationals dans les années 1930. Il fait des études scientifiques à Hamilton (Ontario). Adolescent aventureux, il a passé un été à parcourir le Canada jusqu'au Pacifique, à sauter des trains de marchandises et à marcher.
En 1935, il retourne au Royaume-Uni pour jouer au hockey et intègre les Lions de Wembley où il est titulaire,.
Child est sélectionné pour jouer dans l'équipe de Grande-Bretagne en tant que gardien de but remplaçant, derrière James Foster, aux Jeux olympiques d'hiver de 1936 à Garmisch-Partenkirchen. La Grande-Bretagne est championne olympique alors que Child ne joue aucun match.
Pour la saison 1936-1937, il s'engage avec les Earls Court Rangers ; il est également gardien de but suppléant des Rangers et des Royals, et comme gardien de remplacement temporaire avec les Vikings de Southampton. La saison suivante, il rejoint les Wembley Monarchs jusqu'au printemps 1940. Pendant la saison 1939-1940, l'entraîneur lui préfère  l'Écossais Alex McKendrick.
Child revient au Canada en 1941 comme membre Commission technique britannique, il crée un département de munitions et devient pendant la Seconde Guerre mondiale directeur du marketing et des affaires gouvernementales puis superviseur pour l'American Can Company. Plus tard, il crée sa propre société de marketing, Arthur Child and Associates Ltd.
Il s'implique dans les cercles sportifs locaux à Hamilton, en Ontario, notamment le club de hockey sur glace en Ontario Hockey Association, jusqu'en 1951, gagnant six titres provinciaux et jouant la finale de la Coupe Allan en 1946.
Il épouse Olga Hubert en 1940 à Londres, en Angleterre et a un fils. Child meurt d'une crise cardiaque alors qu'il joue au golf au Dundas Golf and Country Club en 1996.

## Carrière politique
Aux élections générales ontariennes de 1951, Child se présente comme candidat du Parti progressiste-conservateur de l'Ontario dans la circonscription de Wentworth, dans la région de Hamilton. Il bat J.L. Easton, membre sortant du Parti social démocratique du Canada, par 381 voix. Il est un partisan d'arrière-ban du gouvernement de Leslie Frost pendant les huit années suivantes et est réélu en 1955. Aux élections de 1959, il est battu par le candidat libéral Raymond Clare Edwards par 944 voix.